# Pastor belga groenendael
El pastor belga groenendaal o pastor belga groenendaler és una de les 4 varietats en les quals es divideix el pastor belga. Juntament amb el malinois, el tervueren, i el laekenois comparteix un mateix estàndard i es diferencia únicament en el color i en el tipus de pèl. Gairebé no serveixen per al pasturatge de bestiar, però són bons gossos de guarda i defensa.

## Nom
El nom de groenendaal es deu a Groenendaal, barri del municipi belga de Hoeilaart on va ser seleccionat. És un gos de pèl llarg a excepció de la cara on és curt, de color negre uniforme en tot el cos i només admet alguna petita taca blanca en el pit i en els dits de les potes. La raça va ser descrita el 1868, però hi romania molta confusió. El 1891 el professor Jacques-Adolphe Reul (1849-1907), de facultat de medicina veterinària de Kuregem, va establir un estandard de raça dels pastors belgues. Els tres primers, el Lakense, Mechelse (‘malinois’) i Tervurense scheper (neerlandès per a ‘gos pastor’) van ser definit el 1897, el 1898 s'hi va afegir el Groenendaal. Aquestes quatre subraces tenen el seu propi color de pèl i estructura de pelatge específics.

## Característiques
El groenendael és potser el pastor belga més popular. El pelatge negre li dóna un aspecte elegant. Encara que és un gos fort, resistent i corpulent, no és pesat. Per contra, és un gos molt àgil i dinàmic. El seu cos és d'estructura quadrada (longitud igual a l'altura) i el llom és recte. El cos, en termes generals, és musculós però no és pas gruixut.
El cap d'aquest pastor belga és allargat, rectilíni i prim. El front és més pla que arrodonit i tant el solc mitjà com la cresta occipital són poc pronunciats. Les orelles del groenendaal són triangulars i petites, amb un extrem puntegut. Els ulls de forma lleugerament ametllada i de color marró han de ser el més foscos possible i estar disposats obliquament. El *stop és moderat.
El musell és més estret a l'extrem que base, però no és pas puntegut. Les seves fortes mandíbules li donen una mossegada en tisora. El mantell és llarg, més llarg en el coll i al pit, formant un collaret molt agradable a la vista. També és més llarg en la part posterior de les cuixes i en la cua. Ha de ser de color negre i solament s'accepten petites taques blanques en el pit i en els dits dels quatre peus.
La cua del groenendael ha d'arribar fins a la sofraja o, millor encara, sobrepassar-ho. En repòs, la cua penja i el seu extrem es corba cap enrere, però sense arribar a prendre la forma de ganxo. El pelatge de la cua és llarg i abundant. Les extremitats anteriors són rectes i, vistes de front, són paral·leles. Les extremitats posteriors del groenendael són poderoses però sense donar l'aparença de ser pesades. Tenen angulació normal.

### Pes i altura
L'altura a la creu per als mascles oscil·la entre els 60 i els 66 centímetres. Per a les femelles, el rang d'altura a la creu està entre els 56 i 62 centímetres.
El pes dels mascles ha d'estar entre els 25 i 30 quilograms. El de les femelles ha d'estar entre els 20 i 25 quilograms.

## Caràcter
El groenendaal és un gos alert, intel·ligent, valent i lleial. És fàcil d'ensinistrar, però els mètodes durs poden anul·lar al gos o causar confrontació. És necessari un ensinistrament ferm, però no dur. Aquest gos té molt marcats els instints de protecció, territorialitat i pasturatge. Per tant, és necessari socialitzar-ho correctament des de cadell.
A més, com tendeix a ser un gos molt actiu, li cal alguna ocupació que ho mantingui entretingut. Sense prou exercici físic i mental, pot desenvolupar problemes de conducta. El seu instint de gos pastor pot portar-ho a tractar de dirigir a quant ésser viu estigui al seu abast. Pot arribar a portar-se bé amb altres mascotes, però para això ha de ser socialitzat des de molt jove.
És menester un propietari que en sap de gossos. Si es donen les condicions adequades, aquest gos pot esdevenir un excel·lent gos guardià, un gran gos pastor, un gran gos d'agility, o una mascota meravellosa. Tot depèn de la correcta criança i educació.

## Salut
No existeixen malalties típiques en aquesta varietat de pastor belga. Rara vegada es pot trobar un exemplar afectat per displàsia de malucs o de les potes davanteres. El pastor belga groenendaal pot viure tranquil·lament dins d'una casa o a l'exterior. En qualsevol dels dos casos, li cal molt exercici físic i mental, així com molta companyia. Li agraden passejos llargs.